# Horistomyia leucophaea
Horistomyia leucophaea là một loài ruồi trong họ Limoniidae. Chúng phân bố ở miền Australasia.